# Horst Floth
Horst Floth, né le 24 juillet 1934 à Karlsbad et mort le 5 octobre 2005 à Feldafing, est un bobeur ouest-allemand.

## Biographie
Aux Jeux olympiques d'hiver de 1968 organisés à Grenoble en France, Horst Floth et son coéquipier Pepi Bader ont le meilleur temps après quatre manches de bob à deux, à égalité avec le bob de l'Italien Eugenio Monti ; Floth est cependant médaillé d'argent à cause d'un moins bon temps lors de la dernière manche. Aux Jeux olympiques d'hiver de 1972, à Sapporo au Japon, Floth et Bader sont à nouveau médaillés d'argent en bob à deux. Ils sont également champions du monde en 1970 à Saint-Moritz (Suisse).
Horst Floth meurt du cancer en 2005.

## Palmarès

### Jeux Olympiques
- : médaillé d'argent en bob à 2 aux JO 1968.
- : médaillé d'argent en bob à 2 aux JO 1972.

### Championnats monde
- : médaillé d'or en bob à 2 aux championnats monde de 1970.